# Пиялепаша
„Пиялепаша“ (на турски: Piyalepaşa) е един от 45-те квартала в район „Бейоглу“, разположен в европейската част на Истанбул. Граничните квартали са „Каптанпаша“ на юг, „Фетихтепе“ на запад, „Махмутшевкетпаша“, който остава в район „Шишли“, на изток, и „Мехмет Акиф Ерсой“, който остава в район „Каътхане“, на север. След като Пиялепаша е обявен за „рискова зона“ в квартала е иницииран проект за градска трансформация.

## Транспорт
Докато използвате магистрала E5; До булевард Пиялепаша се стига, като се завие в посока Касъмпаша от кръстовището Чаалаян, разположено до съда Чаалаян. Когато сте по маршрута на TEM, след като стигнете до кръстовището Окмейданъ през пътя за достъп Хасдал, Окмейданъ, булевард Пиялепаша може да бъде достигнат, като продължите в посока Касъмпаша.

## История
Пиялепаша е един от най-старите квартали в Истанбул. Поради местоположението си, той винаги е бил център на търговията и живота в историята на Истанбул. През 1570-те години Пиали паша (на турски: Piyale Paşa) поръчва социален комплекс, включващ джамия, медресе, дервишка къща, училище, гробница, турска баня и фонтан в този район и кварталът е кръстен на него. Жителите на кварталите, създадени в квартал Пиялепаша по време на епохата на Сюлейман Великолепни и Селим II, са съставени от майстори в морето и коване, докарани като изгнаници от островите, Гърция и Грузия. Без съмнение социалните комплекси, състоящи се от джамия, медресе, училище, дервишка къща, фонтан и турска баня, поръчани от Касъм паша на място близо до банката и от Пиали паша в посока Окмейданъ, са изиграли важна роля в развитието на Пиялепаша. Друга важна роля на квартала Пиялепаша в историята е, че по време на обсадата и превземането на Истанбул, което засяга не само османския султан, но и световната история, корабите са преместени по суша от този район.

## Религия
Джамията Пиялепаша се намира в квартал Касъмпаша в Истанбул. Отличаващ се с няколко стълба, това произведение на изкуството на архитекта Мимар Синан има 6 купола и правоъгълен план. Тежестта на куполите, поддържани от чифт големи колони в средата на джамията, се пренася в сутерена чрез странични колони. Джамията е обградена с арки и сводове от 3 страни, върху които се издига минарето. От страната на михраба се намира гробницата на строителя Пиали паша. Михрабските плочи се считат за произведения на изкуството. Джамията на комплекса е изградена върху площ от 55 х 45 метра. Комплексът е иззидан отчасти от дялан варовик и отчасти от трошен камък. Горната част на джамията, която е с площ от 30,50 х 19,70 метра, е покрита от шест еднакви купола, всеки с диаметър 9 метра.